# Биг Блек Ривър
Биг Блек Ривър (на английски: Big Black River), (на български: Голяма черна река) е река, приток на Мисисипи, която тече през американския щат Мисисипи.
Тя извира в окръг Уебстър в близост до град Юпора в северната централна част на щата. Оттук тече 330 мили (530 км) в югозападна посока до вливането и в река Мисисипи, на 25 мили (40 км) южно от град Виксбърг., който е най-големият град в басейна на реката. Биг Блек Ривър образува източната граница на окръг Холмс, северната граница на окръгЧокто, и северната граница на окръгКлейборн.
Биг Блек Ривър и повечето от нейните притоци са пълноводни. Те носят голямо количество седименти, в резултат на селскостопански отпадни води, които се изливат в тях. Тези притоци бавно текат и са с мътни води, въпреки това на някои бързотечащи потоци се вижда пясъчното дъно.
Битката при моста на Биг Блек Ривър е преди сражението при Виксбърг, която
е част от кампанията за Виксбърг в Американската гражданска война.

## Басейн на Биг Блек Ривър
Размерът на водосборния басейн на Биг Блек Ривър е 3400 квадратни мили (8800 км2). Височината му варира от 14 до 198 метра над морското равнище. Той е 160 мили (260 км) на дължина и средно от 22 до 25 мили в ширина. Повечето от по-малките притоци в горната част на басейна текат само през част от годината. Релефът е хълмист като 56% от земята е покрита с гори, а 39% се използва за земеделие и животновъдство.

## Място на битка
Решаваща битка между Съюза и Конфедерацията се води на Биг Блек Ривър и завършва с обсадата на Виксбърг по време на Гражданската война през 1863 г. Командвана от генерал Юлисис С. Грант, армията на Съюза побеждава войските на Конфедерацията командвани от генерал Джон С. Пембъртън в битката при Чемпиън Хил. Грант преследва Пембъртън, който бяга в посока към Виксбърг. Пембъртън оставя 5000 души от двете страни на Биг Блек Ривър, след поражението при Чемпиън Хил, а той с командния състав се установява в близкия Виксбърг.